# Quercus pauciradiata
Quercus pauciradiata là một loài thực vật có hoa trong họ Cử. Loài này được Penas & al. miêu tả khoa học đầu tiên năm 1997.